# Ambras kastély
Az Ambras kastély (németül: Schloss Ambras) az ausztriai Innsbruck városa fölé magasodó dombokra épült reneszánsz várkastély. Gyönyörű példája a középkori várépítészetnek.

## Története
Sokkal régebben, mint hogy Innsbruck várossá vált volna, egy 10. századi Amras vagy Omras nevű erődről írtak a korabeli dokumentumok. Ez a korai erőd az akkori Bajorország délnyugati sarkán az andechsi grófok székhelye volt (Ezek a grófok voltak az isztriai őrgrófok is, majd a rövid életű Meránia államának hercegei is 1180 - 1248 között). Az eredeti erődöt 1133-ban porig rombolták és a nyomait is eltüntették. Az építőanyagai egy részét felhasználták a későbbi kastélyépület építésénél. 1248-ban a birtokot IV. Albert tiroli gróf örökölte.
A modern Ambras kastélyt II. Ferdinánd főherceg (1529-1595), I. Ferdinánd császár másodszülött fia építtette. Amikor II. Ferdinánd Tirol kormányzója lett 1563-ban, két itáliai építészt bízott meg azzal, hogy a középkori erőd maradványaiból egy csodaszép kastélyt varázsoljanak. II. Ferdinánd titokban vette el a rangon aluli Philippine Welsert (1527–1580) és a kastélyt neki ajándékozta. Midőn atyja erről értesült, száműzte őt udvarából, házasságának titokban tartására kötelezte és örökösödési jogáról lemondatta.
A várkastély Philippine hivatalos rezidenciája volt, akit segítőkészsége, adományai hamar rendkívül népszerűvé tettek a tiroli közemberek körében. II. Ferdinánd nagy művészet pártolóként ebben a kastélyban helyezte el portré gyűjteményét, ritkaságait, értékes tárgyait, csakúgy, mint a fegyver- és páncél kollekcióját is. II. Ferdinánd a szobáit a kastély felső részén alakíttatta ki, az igen értékes késő reneszánsz Spanyol Terem (a XIX. századtól kezdve hívják így) fölött. 1589-ben a kastély alsó részére építtette meg a fegyvergyűjtemény elhelyezésére szolgáló épületrészt.

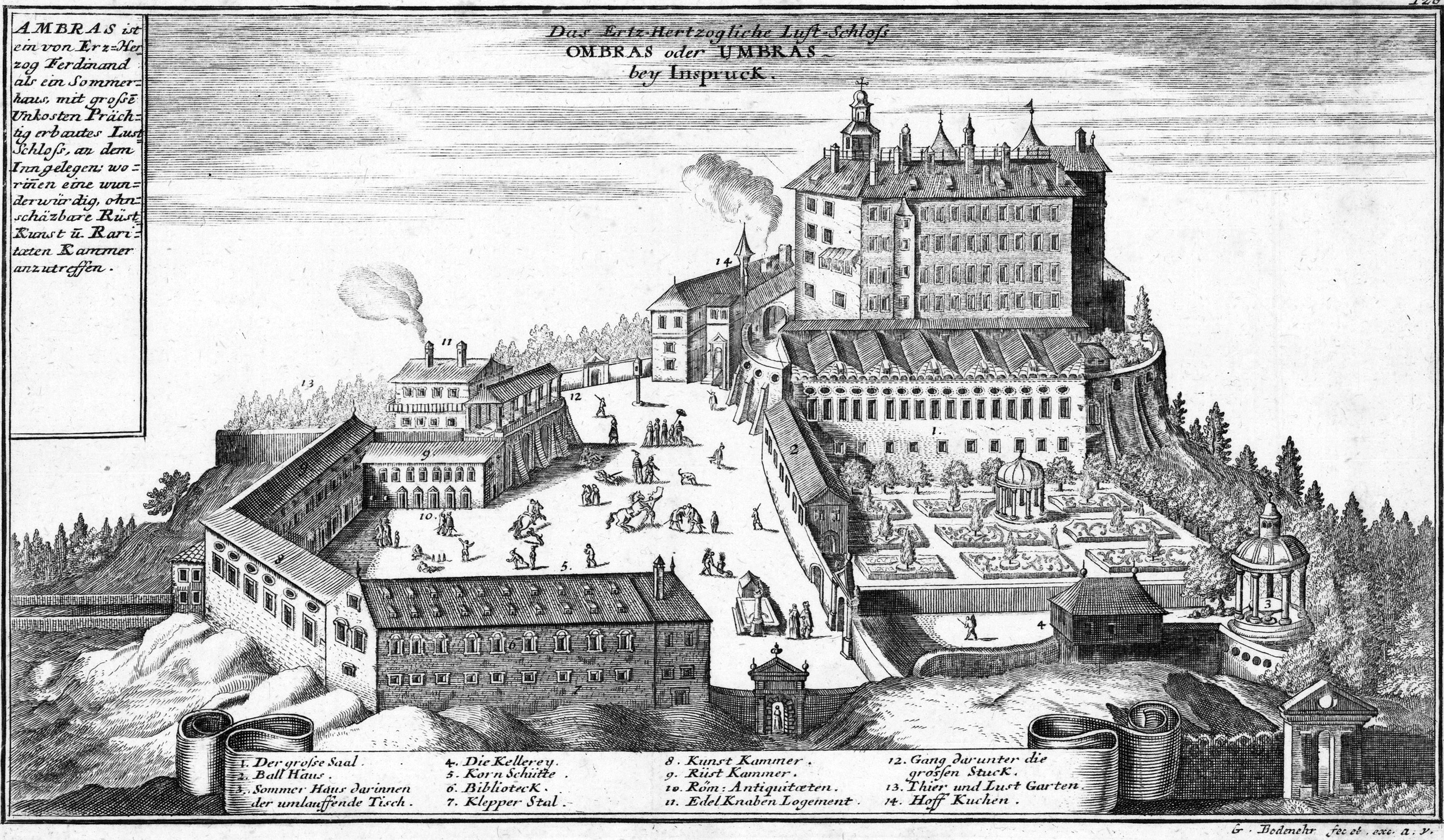
Az Ambras kastély 1700 körül

Ferdinánd 1595-ös halála után Ferdinánd és Philippine másodszülött fia Burgau-i Károly őrgróf örökölte a birtokot, de kevés érdeklődést mutatott iránta és 1606-ban II. Rudolf részére eladta. A következő években nem szolgált már hivatalos rezidenciaként és ritkán lakták. A nem megfelelő tárolás miatt értékes könyvek, kéziratok, vázlatok semmisültek meg és hamarosan az egész épület kétségbeejtő állapotba került. A 17. században I. Lipót tett kísérletet az Ambras kollekció védelmére, számos még megmenthető könyvet, kéziratot szállíttatott át Bécsbe, ahol máig megtekinthetőek az Osztrák Nemzeti Könyvtárban. 1805-ben a napóleoni csatározásoktól menekült meg az Ambras gyűjtemény fennmaradó részre, Napóleon szállíttatta bécsi Belvedere-palotába.
1855-ben Károly Lajos főherceg, tiroli kormányzó újragondolta a kastélyt, nyári rezidenciaként kialakítva. Jelentős változtatásokat eszközölt ebben az időben mind az épületen, mind a park kialakításában. A parkját a kor divatjának megfelelő angol kertté alakíttatta át és egy előkastélyt álmodott meg a főépület mellé. 1889-ben Karl Ludwig lemondott lemondott örökül adási jogairól, így ismét leromlott az épület állapota. Az 1800-as évek végén múzeummá alakították át.
1919-ben az Osztrák-Magyar Monarchia szétesése után a kastély az osztrák állam kezelésébe került. 1950-ben a Művészettörténeti Múzeum vette át a felügyeletét: 1970-es években a Spanyol Termet, a felső kastélyrészeket és a belső udvart hozták rendbe. 1976-ban a Portré Galéria kialakítása történt meg, négy évszázad (XV-XIX. század) festészetét mutatja be. 1981-től a fegyvergyűjtemény is látogatható.

## A művészeti gyűjtemény
A Művészet és Csodák Galériája igazi ritkaságokat is tartogat: a tudományos eszközök és játékok, korabeli automaták, órák mellett a természettudomány és művészetek iránt érdeklődők is igen értékes kincsekre bukkanhatnak a kastélyban. Korallok, fából és csontból esztergált tárgyak, üveg figurák, porcelánok és selyem festmények alkotják Európa legrégebbi Ázsia-kollekcióját, mely itt került kiállításra.
A Habsburg portrégyűjteményben ritka Tiziano és Van Dyck, Velasquez festményekkel is találkozhatunk. Megtekinthető itt többek között a nemesi arcképek mellett Drakula, néhány szőrrel borított arcú ember portréja is, sőt egy igazi különlegesség: Gregor Baci (Baci Gergely) magyar nemes átszúrt koponyájú festménye, aki vélhetően egy lovagi tornán szerezte a sérülését (ezt a kérdést tudományos elemzés alá vették, az Innsbrucki Egyetemi Klinika radiológiai szakértői remodellezték és kiderült, hogy Baci Gergely valóban túlélhette a sérülést).

## Fordítás
- Ez a szócikk részben vagy egészben  az   Ambras_Castle című angol Wikipédia-szócikk fordításán alapul.  Az eredeti cikk szerkesztőit annak laptörténete sorolja fel. Ez a jelzés csupán a megfogalmazás eredetét és a szerzői jogokat jelzi, nem szolgál a cikkben szereplő információk forrásmegjelöléseként.

## Galéria

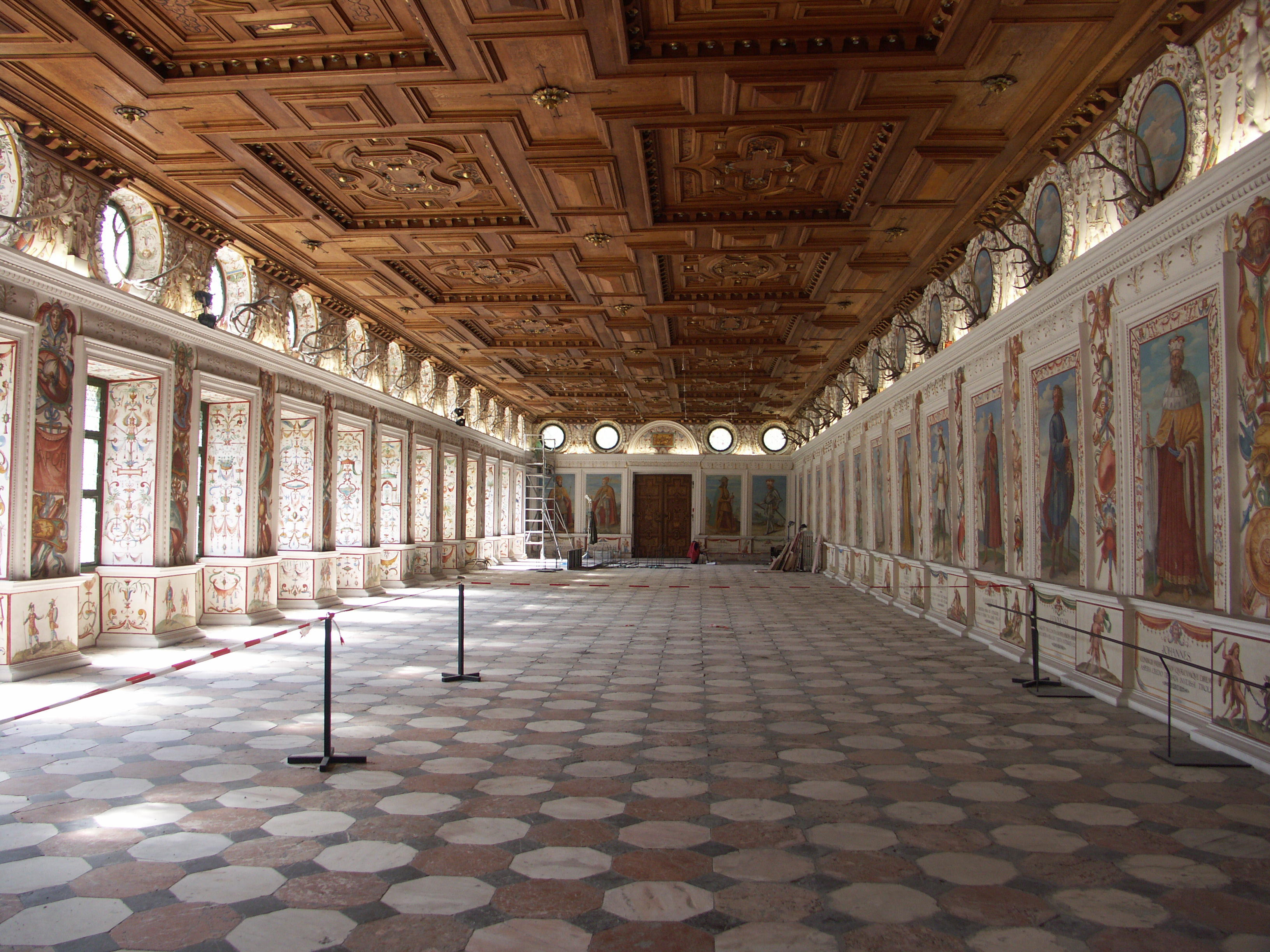
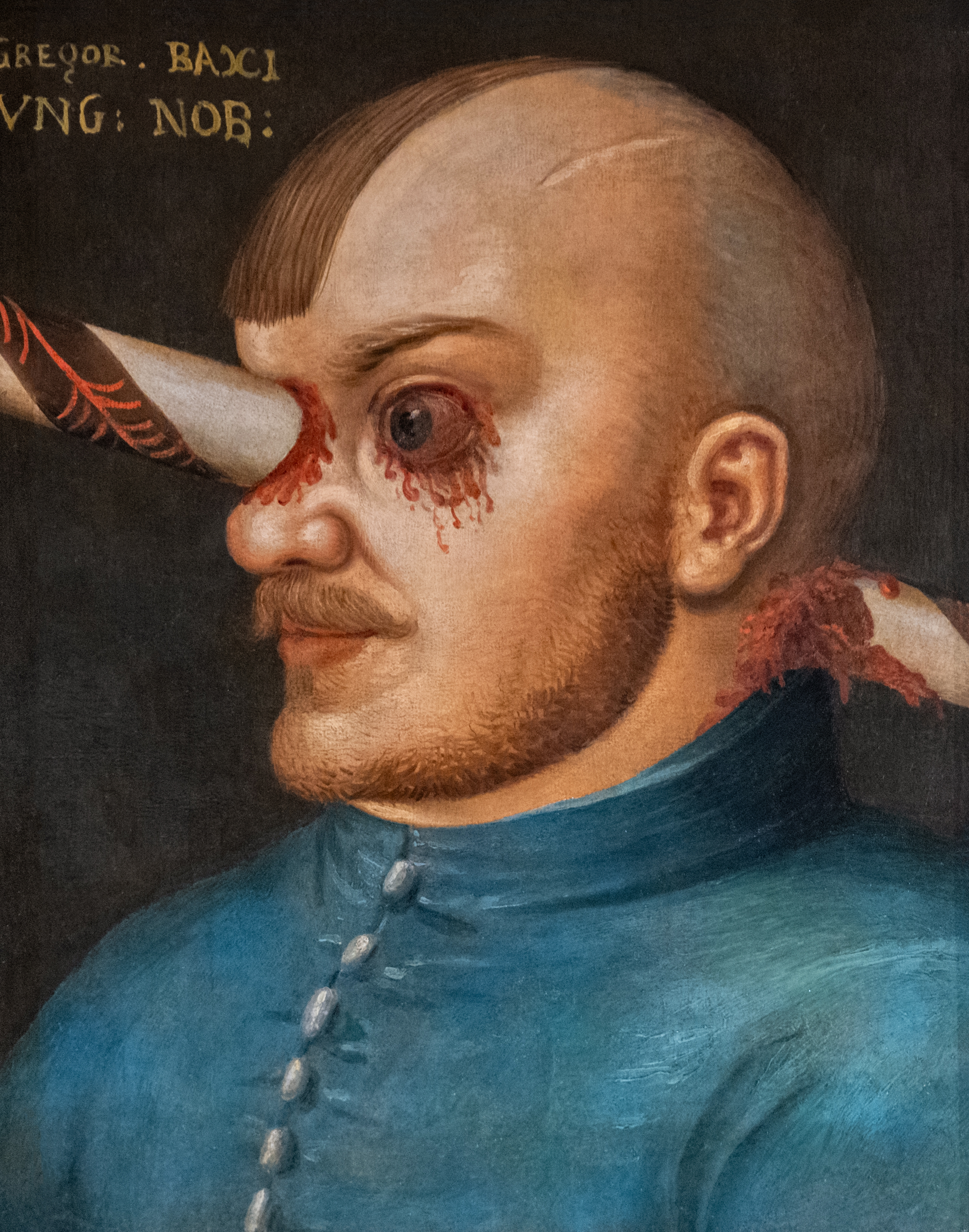
Gregor Baci (Baci Gergely) magyar nemes átszúrt koponyájú festménye
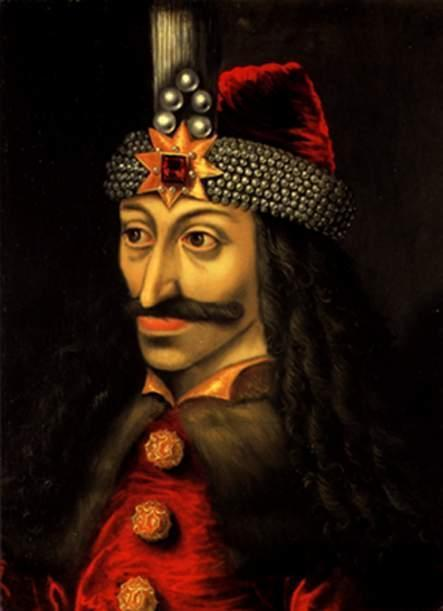
III. Vlad havasalföldi fejedelem, festmény a 16. századból
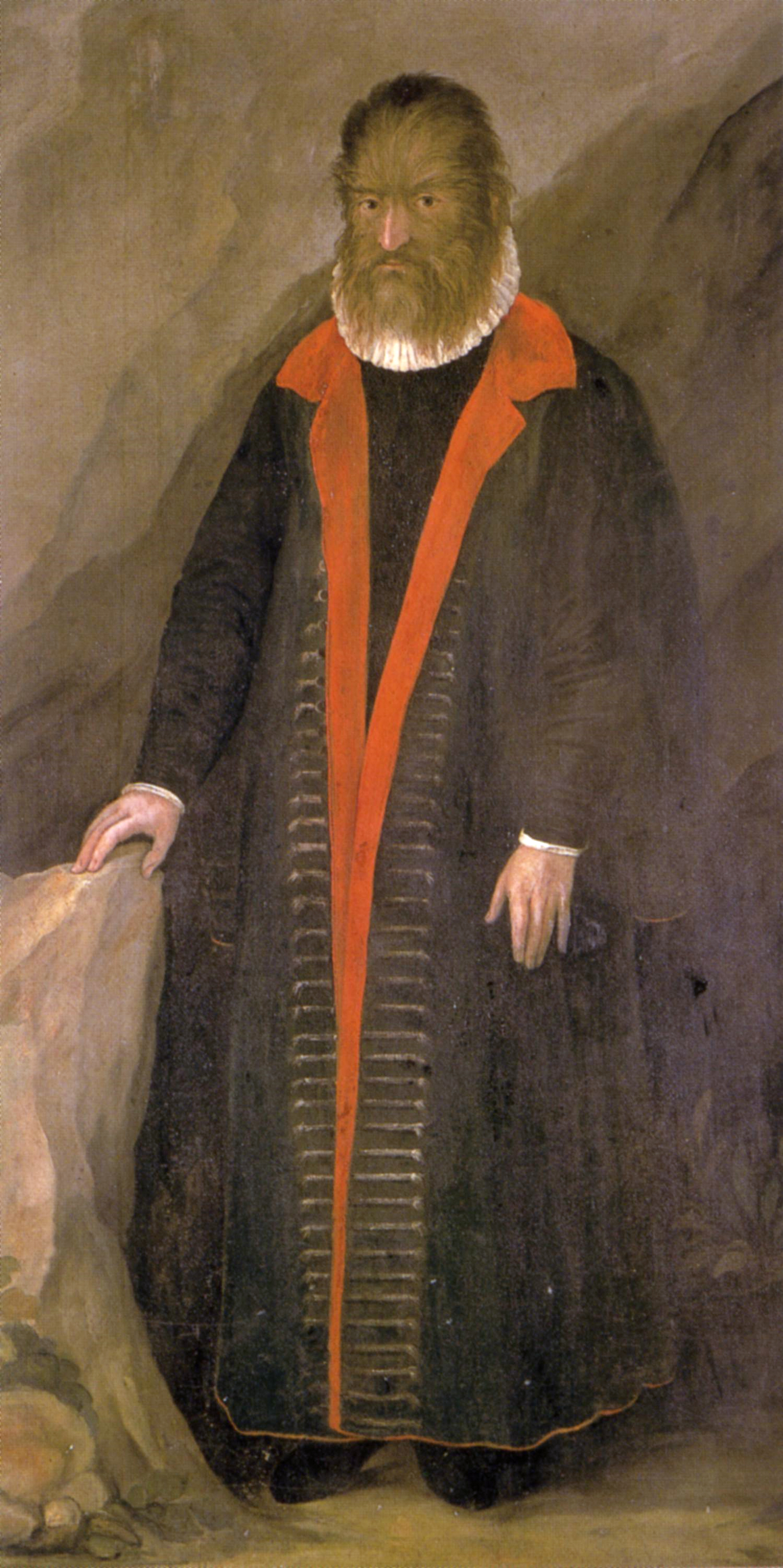
Petrus Gonsalvus, festmény a 16. századból
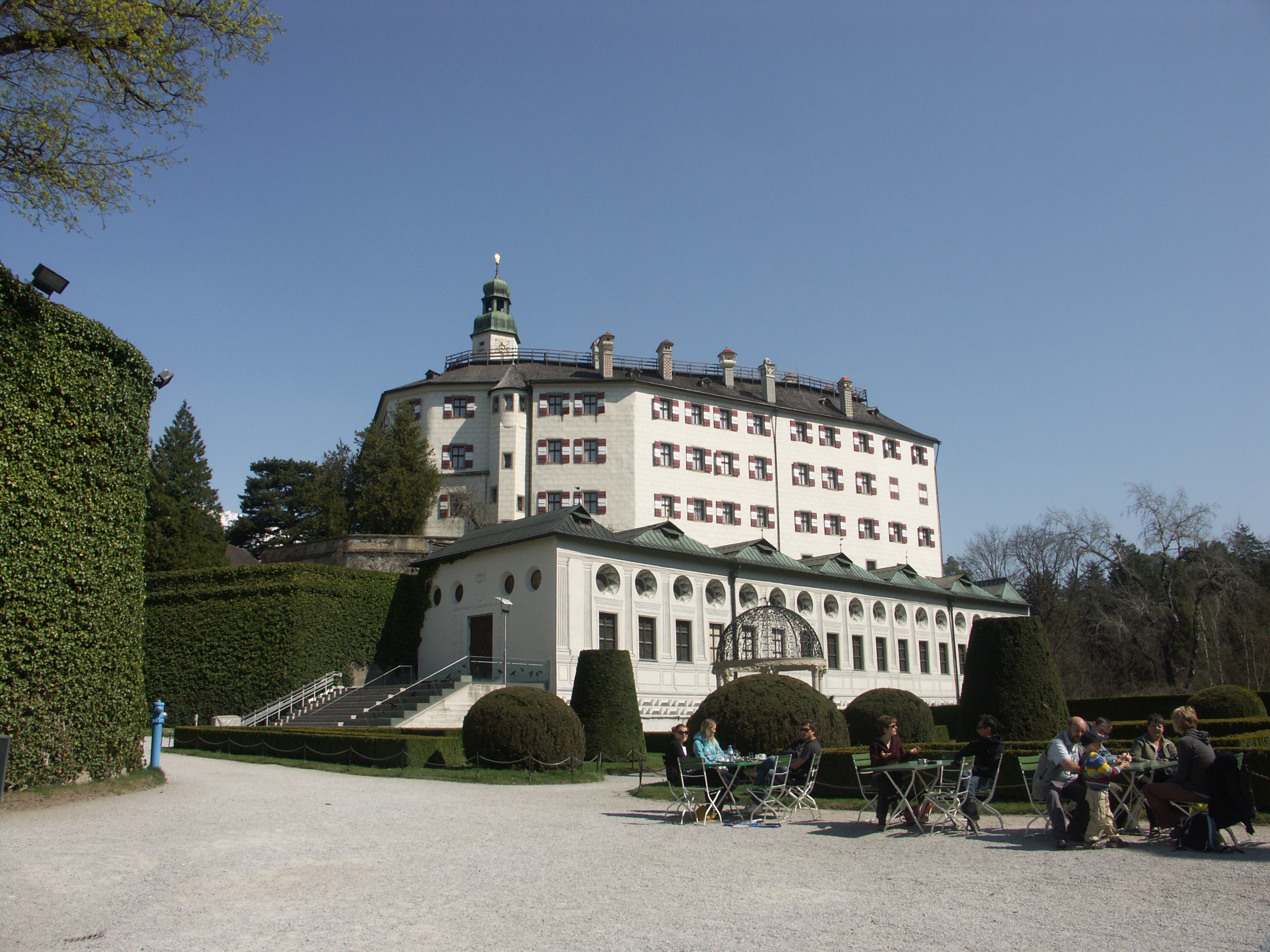
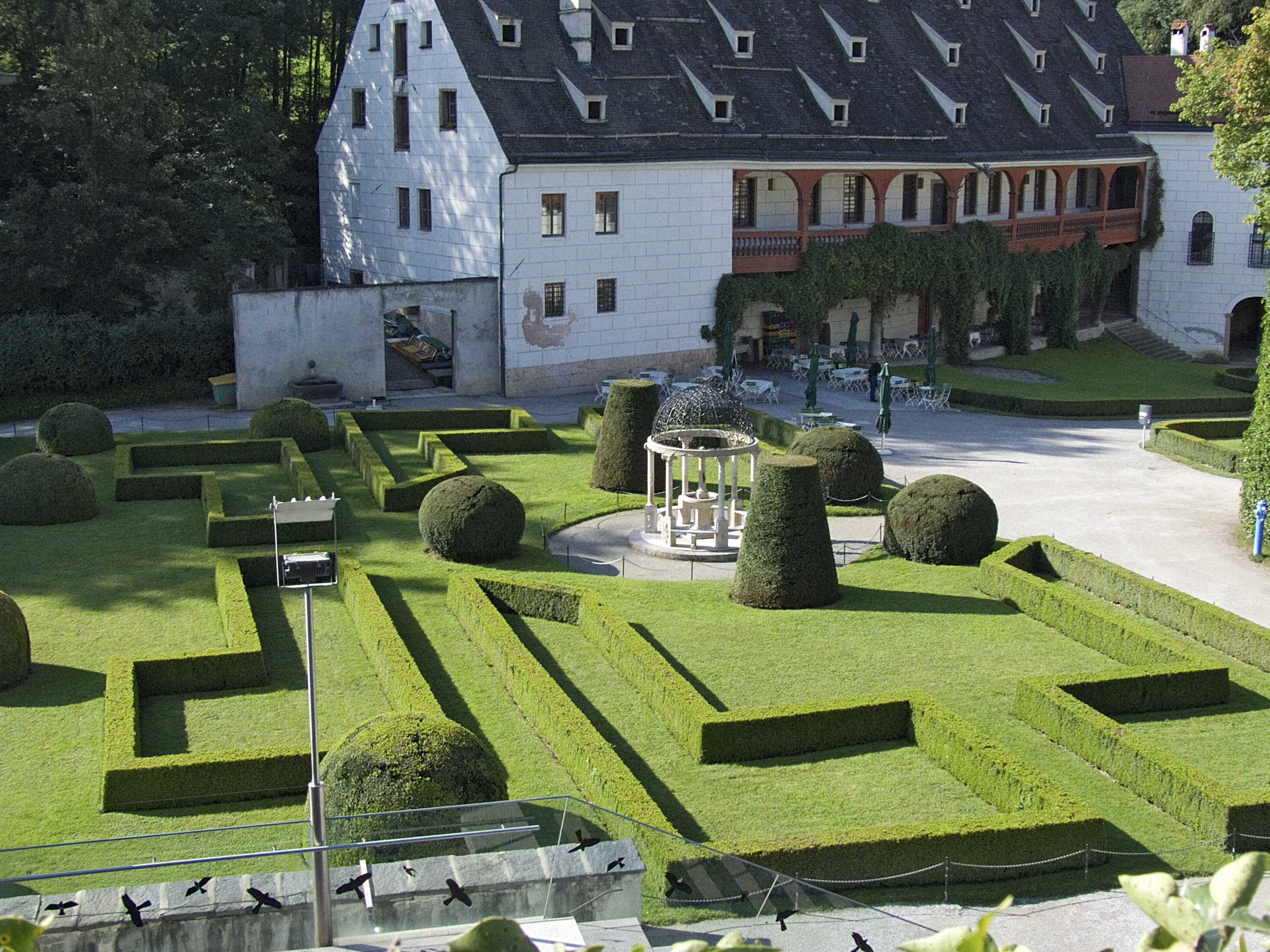
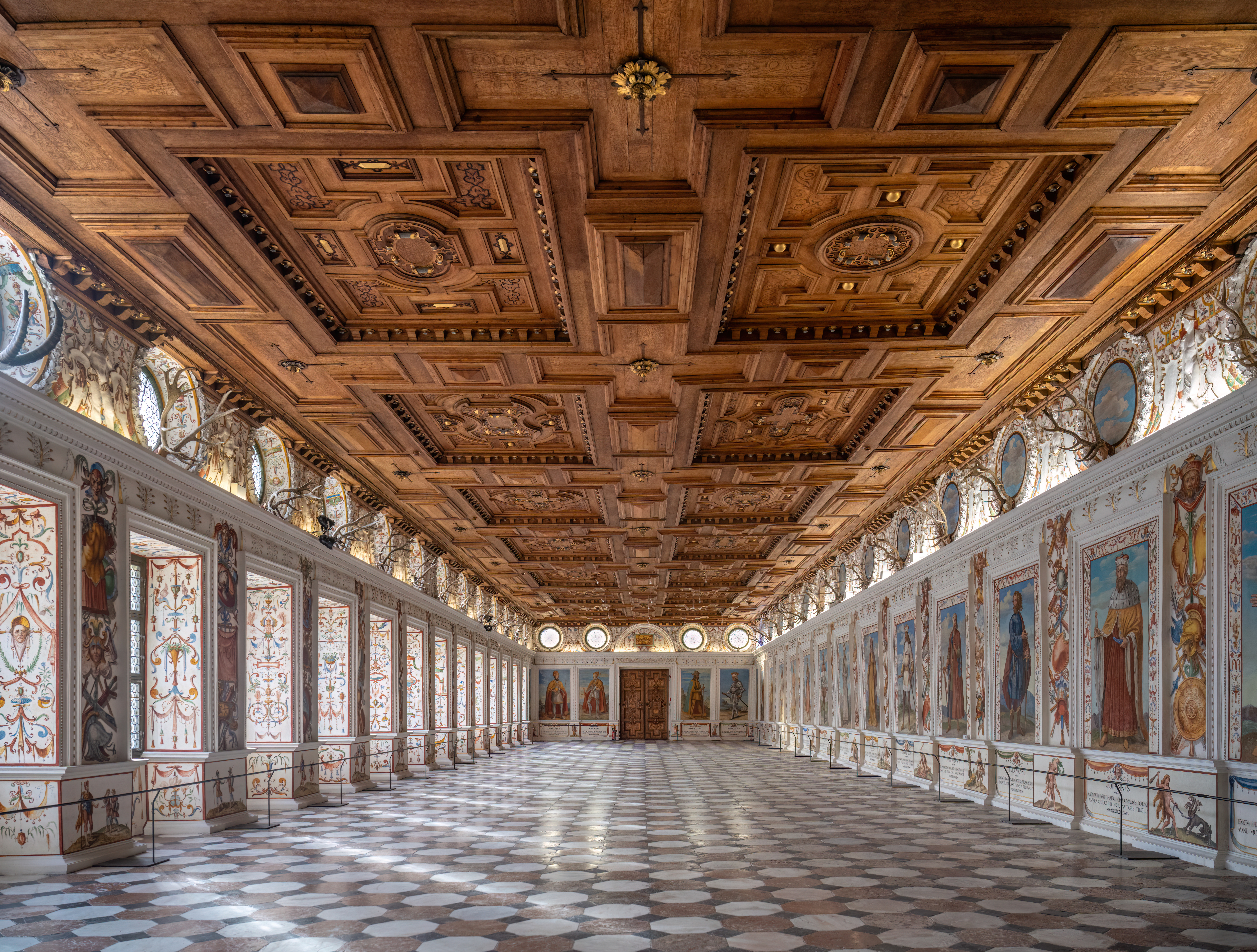
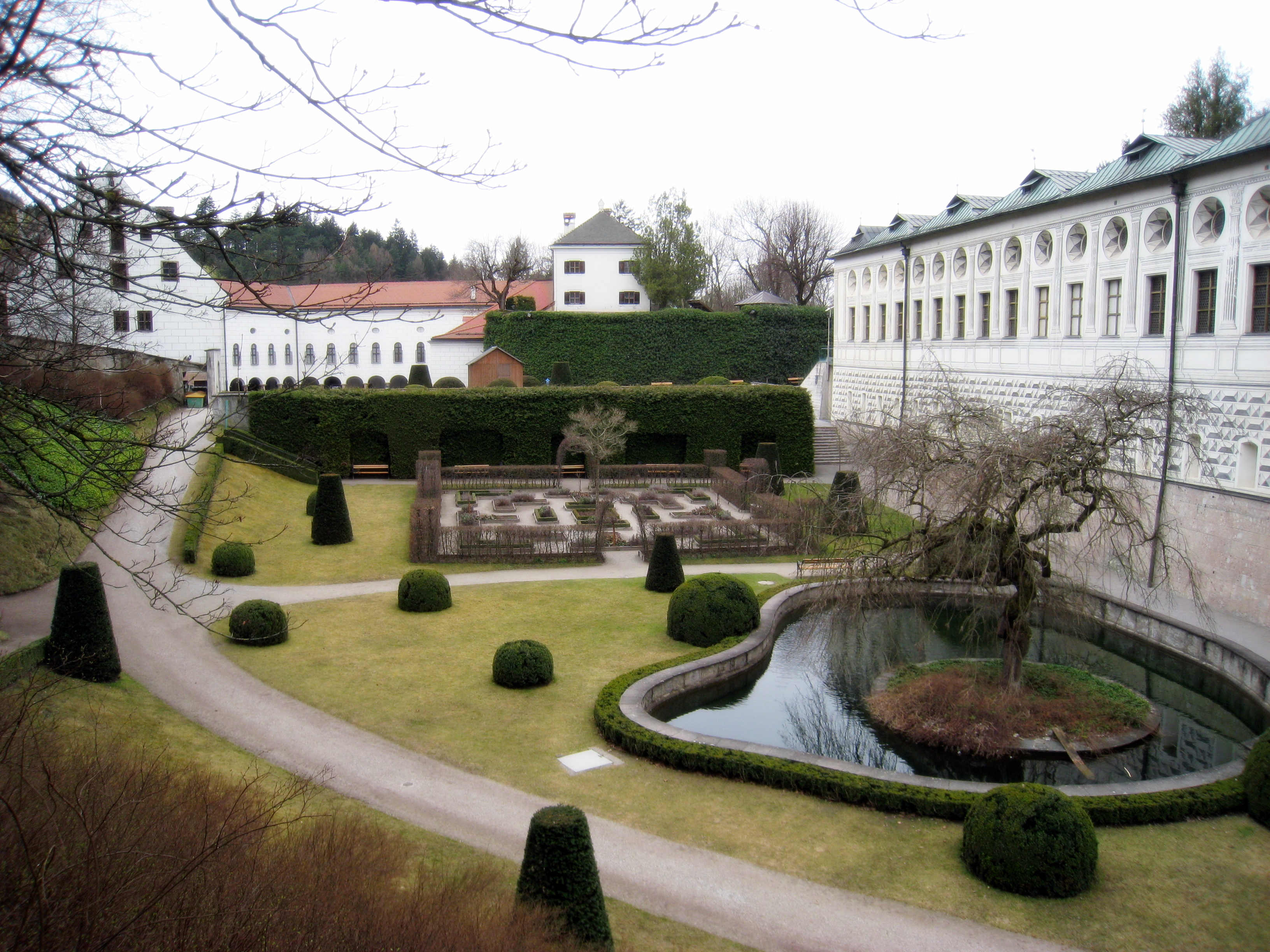
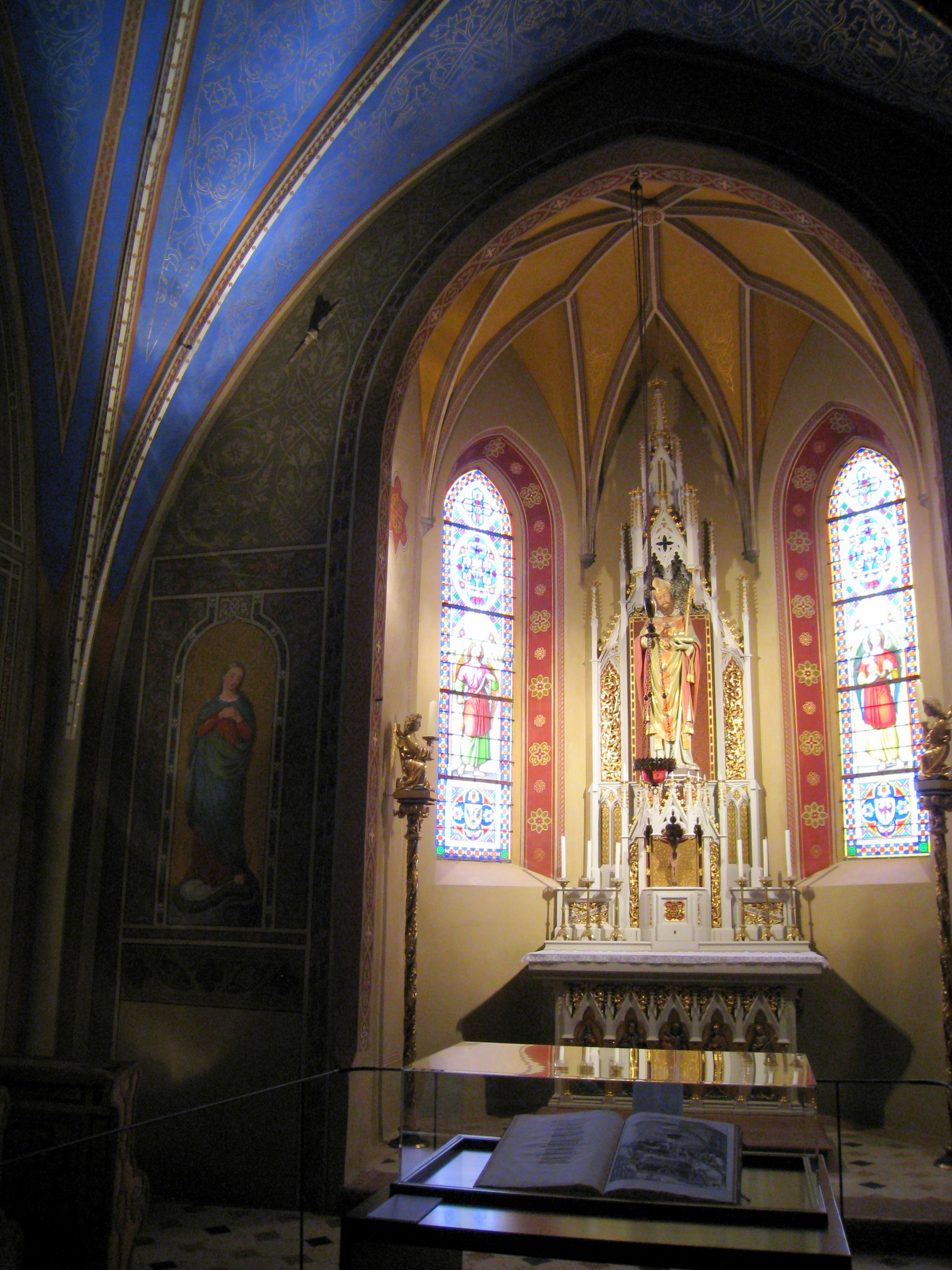
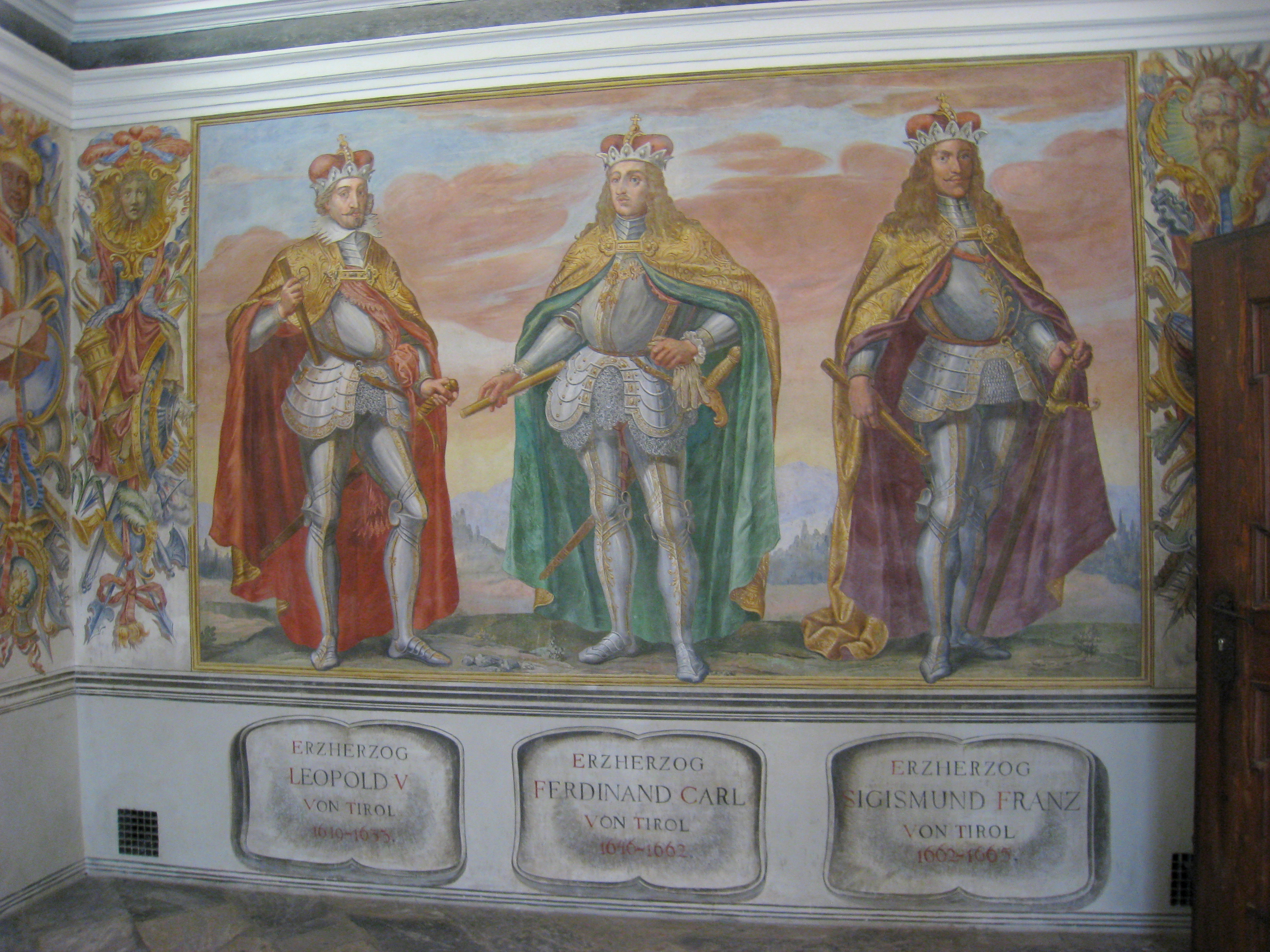
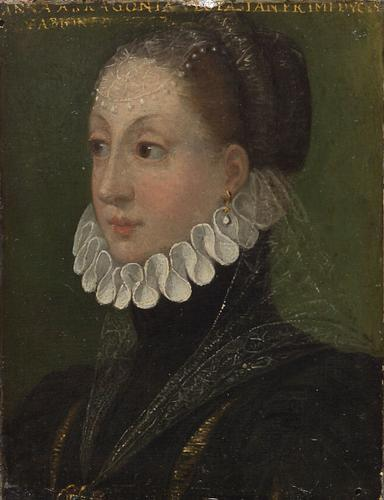
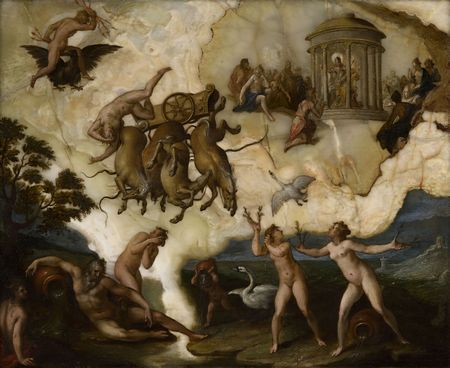